# Верди (Невада)
Верди (енгл. Verdi) насељено је место без административног статуса у америчкој савезној држави Невада.

## Демографија
По попису из 2010. године број становника је 1.415.
| Група             | 2000.    | 2010.         |
| Белци             | 0 (0,0%) | 1.298 (91,7%) |
| Афроамериканци    | 0 (0,0%) | 3 (0,2%)      |
| Азијати           | 0 (0,0%) | 13 (0,9%)     |
| Хиспаноамериканци | 0 (0,0%) | 65 (4,6%)     |
| Укупно            | 0        | 1.415         |